# Риф-Дамаска офанзива
Риф-Дамаската офанзива е серия от настъпателни операции на Сирийската армия срещу въоръжената опозиция в мухафаза Риф Дамаск. Офанзивата се провежда в рамките на гражданската война в страната.

## Предшестващи сблъсъци
През пролетта на 2011 в Дамаск избухват първите сблъсъци между протестиращи и силите на реда. На 6 април двама полицаи биват убити в предградието Дума от неизвестни въоръжени лица, най-вероятно като отмъщение за осем убити от полицията при протест предишната седмица. В средата на април се провежда многохилядно шествие срещу установеното от десетилетия извънредно положение. В опит да се намалят цивилните жертви, полицията използва гумени палки и сълзотворен газ да разпръсне шествието. Активисти твърдят, че на 15 юли силите за сигурност са застреляли 23 души в кварталите ал-Кадам, ал-Кабун и ал-Барзе. До края на юли в цялата страна при сблъсъци биват убити над 1500 цивилни и над 360 полицаи и военни. По това време започва да се оформя и т.нар. „Свободна сирийска армия“, съставена от дезертьори и въоръжавана от други дезертьори или чрез контрабандни канали през Турция.
В следващите месеци войници започват да дезертират от армията. През ноември се случва едно от първите нападения на дезертьори – в предградието Хараста е нападнат щаб на военното разузнаване, в резултат на което са убити 6 войници и са ранени 20. Няколко дни по-късно подобно нападение е осъществено и срещу офис на партия Баас в центъра на Дамаск. Положението продължава да се влошава: на 4 декември държавната агенция САНА съобщава за погребение на 13 войници, убити при изпълнение на служебните си задължения. При бомбен атентат в центъра на Дамаск биват убити 44 души, а 166 са ранени, като според правителствените служби нападението е извършено от атентатори-самоубийци от ал-Кайда. Според анти-правителствената Сирийска обсерватория за правата на човека (СОПЧ), на 29 декември силите за сигурност откриват огън по 20-хилядна демонстрация в Дума.